# Ángel de los Santos Cano
Ángel de los Santos Cano (nascut el 3 de novembre de 1952 a Huelva, Andalusia), conegut simplement com a Ángel, és un antic jugador de futbol de futbol andalús que jugava com a migcampista.

## Palmarès
Reial Madrid
- La Lliga: 1979–80
- Copa del Rei: 1979–80, 1981–82
- Copa de la Lliga: 1985
- Copa de la UEFA: 1984–85